# Cherisy Road East Cemetery
Cherisy Road East Cemetery is een Britse militaire begraafplaats met gesneuvelden uit de Eerste Wereldoorlog, gelegen in de Franse gemeente Héninel (departement Pas-de-Calais). De begraafplaats ligt aan een landweg in het veld op ruim 1 km ten oosten van het dorpscentrum (Église Saint-Germain). Ze heeft een rechthoekig grondplan met een oppervlakte van 247 m² en wordt omsloten door een natuurstenen muur die wordt afgedekt met witte boordstenen. Het Cross of Sacrifice staat centraal op het terrein. De open toegang aan de straatzijde wordt gemarkeerd door twee witte stenen paaltjes. Ruim vier meter verder in dezelfde muur bevindt zich de naamsteen. Aan elke korte zijde van de begraafplaats staat een rustbank. De grafzerken staan in een rij langs de noordoostelijke muur opgesteld. Sommige ervan vermelden twee slachtoffers. De begraafplaats wordt onderhouden door de Commonwealth War Graves Commission.
Er liggen 82 Britse militairen begraven waaronder 19 niet geïdentificeerde.
In de buurt van de begraafplaats liggen ook nog Bootham Cemetery, Cuckoo Passage Cemetery en Rookery British Cemetery.

## Geschiedenis
Het dorp Heninel werd op 12 april 1917 tijdens een sneeuwstorm veroverd door de 56th (London) en de 21st Division. De 50th (Northumbrian) Division rukte de twee volgende dagen vanuit Heninel op en veroverde Wancourt Tower. De begraafplaats werd later in april 1917 door de Burial Officers  van de 30th en de 33rd Divisions aangelegd. 